# Nicola Ratti
Nicola Ratti (Roma, 19 maggio 1759 – Roma, 12 gennaio 1833) è stato un archeologo e storico italiano.

## Biografia
Nato in una famiglia di mercanti di origine genovese, dimostrò notevoli attitudini alla ricerca erudita durante gli studi presso i Fratelli delle Scuole Cristiane, tanto da essere ammesso, all'età di soli 13 anni, all'accademia dei Varii, fondata dal Soprintendente alle Antichità di Roma Giovanni Battista Visconti. Pensò di abbracciare la carriera ecclesiastica: si laureò in teologia, ma non vestì mai l'abito talare. Nel 1785 divenne segretario di monsignor Giulio Cesare Zollio, arcivescovo di Atene e nunzio apostolico in Baviera, e lo accompagnò a Monaco di Baviera. Tornato a Roma nel 1787 fu nominato precettore del giovane duca di Genzano Francesco Sforza Cesarini, e divenne inoltre archivista e segretario della famiglia Sforza Cesarini, un incarico che manterrà per tutta la vita. Il 13 aprile 1787 fu nominato anche segretario del collegio degli avvocati concistoriali. Fu chiamato successivamente a curare gli archivi personali dal Papa Leone XII e dal re Antonio di Sassonia. Morì nel 1833 e fu seppellito nella Chiesa di Santa Maria in Vallicella.

## Opere
- Nicola Ratti, Storia di Genzano, con note e documenti, Roma, Nella Stamperia Salomoni, 1797.
- Nicola Ratti, Dissertazione sopra una antica iscrizione rinvenuta nel territorio di Civita - Lavinia spettante alla città di Lanuvio, Roma, Tip. Marini e Compagno, 1841.
- Nicola Ratti, Della Famiglia Sforza, vol. 1, Roma, Nella Stamperia Salomoni, 1787.
- Nicola Ratti, Della Famiglia Sforza, vol. 2, Roma, Nella Stamperia Salomoni, 1794.
- Nicola Ratti, Su la vita di Giusto Conti Romano poeta volgare del secolo XV, Notizie esposte da Nicola Ratti al chiarissimo sig. dottore G. De Matthaeis, Roma, Nella stamperia De Romanis, 1824.
- Nicola Ratti, Lettera al signor avv. Carlo Fea commissario delle antichita sul di lui parallelo di Giulio II con Leone X, Roma, dalle stampe di Crispino Puccinelli, 1822.
- Nicola Ratti, Sopra un antico sarcofago cristiano. Dissertazione di Niccola Ratti letta nell'adunanza dei 10 maggio 1827, Roma, presso Giunchi e Mordacchini, 1827.
- Nicola Ratti, Sopra un'iscrizione ficulense recentemente scavata, colla quale s'illustra l'antica Ficulea. Dissertazione di Niccola Ratti letta all'adunanza degli 11 maggio 1826, Roma, presso Giunchi & Mordacchini, 1826.
- Nicola Ratti, Sopra i stabilimenti di pubblica beneficenza degli antichi romani dissertazione di Nicola Ratti letta il di 22. maggio 1828, Roma, presso la società tipografica, 1829.
- Nicola Ratti, Dissertazione delle arti in Italia nei primi secoli di Roma, della cognizione che ebbero i romani dei così detti vasi etruschi di Vetulonia città dell'antica Etruria, Roma, s.n., 1830.
- Nicola Ratti, Notizie della chiesa interna dell'Archiginnasio romano, Roma, presso G. Olivieri tipogr., 1833.
- Nicola Ratti, Memorie su la vita di quattro donne illustri della casa Sforza e di Monsignor D. Virginio Cesarini raccolte dall'Abate Niccola Ratti romano, In Roma, presso Antonio Fulgoni, 1785.
- Nicola Ratti, Della villa di Pompeo nell'Agro Albano dissertazione di Nicola Ratti recitata nell'Accademia romana di archeologia nell'adunanza del 24 settembre 1812.
- Nicola Ratti, Su la Basilica Liberiana dissertazione letta all'Accademia Romana di archeologia li 9 marzo 1825. Da Nicola Ratti socio ordinario, Roma, presso Giunchi, e Mordacchini, 1825.
- Nicola Ratti, Memorie su la vita di quattro donne illustri della casa Sforza e di Monsignor D. Virginio Cesarini, Roma, Antonio Fulgoni, 1785.